# Adam Mosseri

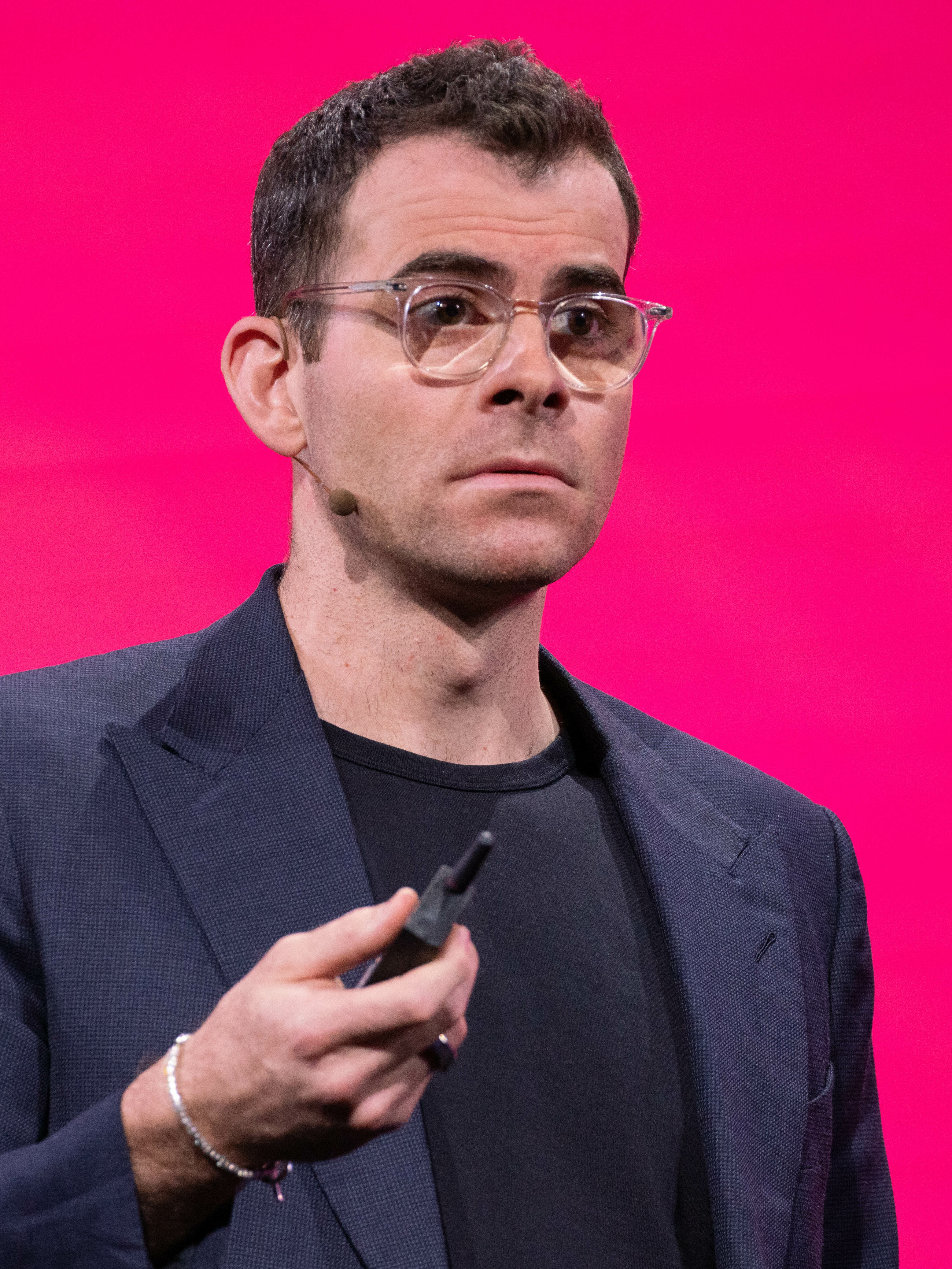
Adam Mosseri (2019)

Adam Mosseri(* 23. Januar 1983 in New York City) ist ein US-amerikanischer Unternehmer und Geschäftsführer von Instagram.

## Leben
Adam Mosseri wurde am 23. Januar 1983 in New York City geboren. Mit seiner Frau, Monica Mosseri, hat er 3 Söhne und lebt mit ihr seit 2022 in London. Im April 2023 kündigte er an, im Laufe des Jahres wieder nach Kalifornien zu ziehen, nachdem Meta angekündigt hat, die Mehrheit der Mitarbeiter in London zu versetzen oder zu entlassen. Mosseri besitzt die Israelische und US-amerikanische Staatsbürgerschaft, da sein Vater Israeli ist. Er wuchs in einer jüdischen Familie auf. Sein Bruder ist der US-amerikanische Komponist, Pianist, Sänger und Musikproduzent Emile Mosseri. Er zeigte schon früh Interesse an Design und Technologie und entwickelte eine Leidenschaft für interaktive Medien und Benutzererfahrung. Nach seinem Schulabschluss studierte er an der Gallatin School of Individualized Study der New York University, wo er 2005 seinen Bachelor in Informationsdesign erhielt.

## Karriere
Adam Mosseri begann seine berufliche Laufbahn im Jahr 2003 mit der Gründung einer Designberatung mit Niederlassungen in New York und San Francisco, deren Schwerpunkte Grafik-, Interaktions- und Ausstellungsdesign waren.
2007 fing er bei TokBox an, einem Unternehmen für Videochat- und Videokommunikationslösungen. Dort war er als Designer tätig und trug zur Entwicklung verschiedener Produkte und Funktionen bei. Im Jahr 2008 wechselte er zu Facebook, wo er zunächst als Produktdesigner arbeitete. Im Laufe der Jahre übernahm er verschiedene Führungspositionen innerhalb des Unternehmens und trug zur Entwicklung und Einführung neuer Funktionen bei.
Im Mai 2018 wurde Mosseri zum stellvertretenden Geschäftsführer von Instagram ernannt. Im Oktober gleichen Jahres wurde Adam Mosseri zum Geschäftsführer von Instagram ernannt, nachdem die Gründer und Entwickler Kevin Systrom und Mike Krieger das Unternehmen verließen. Unter seiner Führung hat sich Instagram weiterentwickelt und neue Initiativen gestartet, darunter der Test der Versteckung von Like-Zahlen.
Mosseri engagiert sich auch für die Sicherheit und das Wohlergehen der Benutzer auf Instagram. Das Unternehmen hat verschiedene Maßnahmen ergriffen, um gegen Mobbing, Belästigung und missbräuchliches Verhalten vorzugehen.